# Kahuna

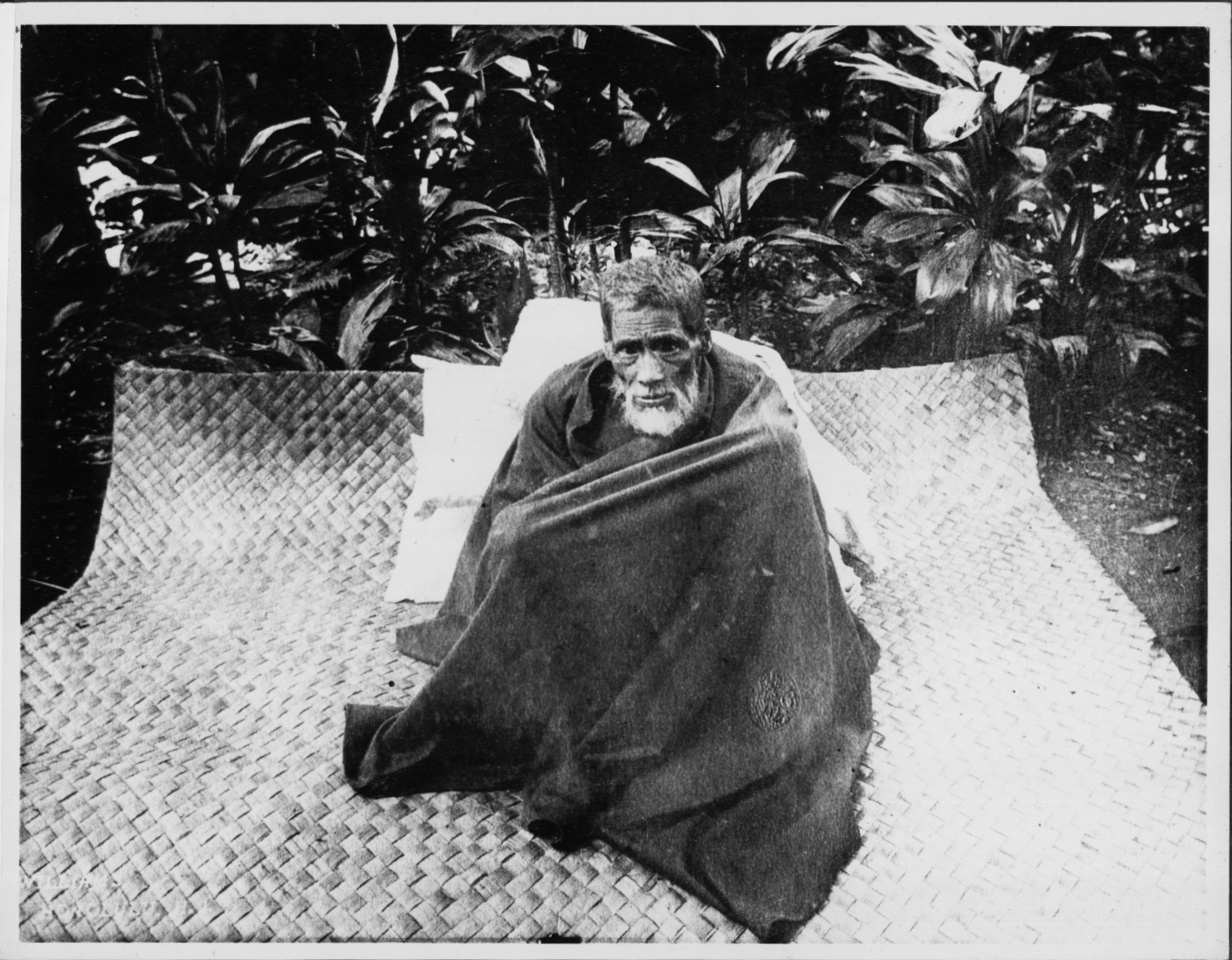
Kahuna hawaiano

Il termine hawaiiano kahuna era in origine riferito al titolo per designare un uomo di conoscenza spirituale, un esperto, un maestro, uno sciamano della cultura Huna polinesiana. 
I nativi delle Hawaii non avevano in origine alcuna forma di linguaggio scritto. La conoscenza veniva passata attraverso periodi di apprendistato, dove una persona viveva e lavorava a stretto contatto con il maestro, detto Kahuna, nell'area di conoscenza che si voleva imparare.
La parola è tuttora usata in questo contesto dai nativi e attualmente Huna e Kahuna sono termini che stanno lentamente divenendo noti nel mondo grazie alla diffusione delle ricerche di Max Freedom Long e Serge Kahili King.
L'uso del termine riferito al surf può essere fatto risalire al film Gidget (1959), in cui il Big Kahuna, interpretato da Cliff Robertson, era il leader di un gruppo di surfisti. La parola diventò molto comune da allora in altri film del genere come Beach Blanket Bingo, dove il Grande Kahuna era il migliore surfista sulla spiaggia. Oggigiorno questa terminologia è di uso comune nel mondo del surf.
Il termine è stato ripreso in varie opere narrative e nel marketing: 
- "Big Kahuna" è riferito a un pesce di dimensioni ragguardevoli. In tale accezione si incontra il termine nel film The Big Kahuna di John Swanbeck.
- "The Big Kahuna Burger" è il nome inventato di un fast food nel film di Quentin Tarantino Pulp Fiction e citato nuovamente in Grindhouse - A prova di morte e in Dal tramonto all'alba.
- Kahuna è un gioco da tavolo per due persone, diffuso nei paesi di lingua tedesca.
- Kahuna è il termine che designa nei giochi Pokémon Sole e Luna i capi di ognuna delle isole in cui è ambientato il gioco nonché sfida ultima del giocatore.
- In Vineland (1990), romanzo dello scrittore statunitense Thomas Pynchon, "Kahuna Airlines" è il nome di una compagnia aerea che offre una sola tratta, con destinazione alle Hawaii.